# Лајзе (Козенца)
Лајзе је насеље у Италији у округу Козенца, региону Калабрија.
Према процени из 2011. у насељу је живело 597 становника. Насеље се налази на надморској висини од 225 м.